# Cristești (okręg Vaslui)
Cristești – wieś w Rumunii, w okręgu Vaslui, w gminie Puiești. W 2011 roku liczyła 436 mieszkańców.